# Георгиевский флаг
Гео́ргиевский флаг — в Российской империи кормовой флаг, которым в качестве высшей награды награждался корабль, чей флотский экипаж проявил исключительное мужество и отвагу в достижении победы или при защите чести военно-морского флага.

## История
Так как в Отечественной войне 1812 года и войне Шестой коалиции русский флот практически не принимал участия, в 1813 году, морской Гвардейский экипаж, в составе Гвардейского корпуса, воевал в составе сухопутных войск. За победу в сражении под Кульмом прусский король Фридрих Вильгельм III наградил всех гвардейцев Железным крестом, который был учреждён 10 марта 1813 года. Российский император Александр I, наградил Гвардейский экипаж коллективной наградой — Георгиевским знаменем.
5 (17) июня 1819 года для кораблей, комплектовавшихся из чинов Гвардейского экипажа, были утверждены Георгиевский флаг адмирала, Георгиевский шлюпочный флаг вице-адмирала, Георгиевский шлюпочный флаг контр-адмирала, Георгиевский вымпел и Георгиевский брейд-вымпел.
Указ императора Александра I от 5 (17) июня 1819 года:

В память сражения при Кульме, в прошлую Французскую войну, пожаловав за отличие Гвардейскому Экипажу Георгиевское знамя, Повелеваю: сей знак отличия по прилагаемым рисункам поместить во флаге, брейд-вымпеле и вымпеле, и употреблять оные на брейд-стеньгах по чинам вместо обыкновенных на кораблях и прочих судах, также и на шлюпках, которые будут укомплектованы из сего Экипажа.

Отличие Георгиевских флагов состояло в том, что в центре перекрестия Андреевского флага был помещён красный геральдический щит с каноническим изображением святого Георгия Победоносца.
После вручения Георгиевского флага матросы получали право носить георгиевскую ленту на бескозырке. Её пять полос чёрно-оранжевого цвета означали порох и пламя.

## Георгиевский кормовой флаг
Знаком принадлежности к кораблям Гвардейского экипажа был Георгиевский адмиральский флаг, вымпел, брейд-вымпел в качестве же кормового флага использовался Андреевский флаг. Император Николай I за исключительные подвиги дал право двум кораблям в качестве кормового флага поднимать Георгиевский адмиральский флаг.
- Линейный корабль «Азов» — был награждён Георгиевским кормовым флагом 17 (29) декабря 1827 года за проявленные мужество и отвагу в достижении победы в Наваринском сражении[6].
- Бриг «Меркурий» — награждён Георгиевским кормовым флагом 28 июля (9 августа) 1829 года за победу в неравном бою с двумя турецкими кораблями[7].

Данные заслуги были столь высоки, что более ни один император не произвёл подобного награждения. Однако указанные флаги переходили по наследству к кораблям-преемникам, названных в честь этих кораблей: «Память Азова» и «Память Меркурия». В 2021 году эта традиция была возрождена в соответствии с п. 12 указа Президента Российской Федерации от 23.07.2021 года № 428 «О Военно-морском флаге Российской Федерации» и в том же году впервые более чем за столетие состоялась торжественная церемония подъёма Георгиевского военно-морского флага в городе-герое Севастополе на большом десантном корабле «Азов» Черноморского флота ВМФ России.

## Галерея

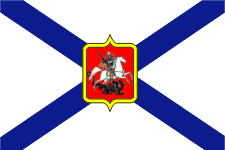
Георгиевский стеньговый флаг адмирала, 05.06.1819 — 16.12.1917.
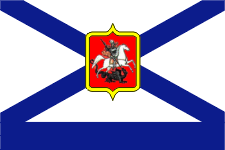
Георгиевский стеньговый флаг вице-адмирала, 16.03.1870 — 16.12.1917 (05.06.1819 — 16.03.1870 — Георгиевский шлюпочный флаг вице-адмирала).
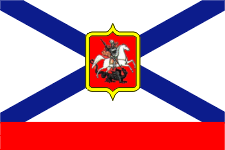
Георгиевский стеньговый флаг контр-адмирала, 05.06.1819 — 16.12.1917 (05.06.1819 — 16.03.1870 — Георгиевский шлюпочный флаг контр-адмирала).